# Municipio de Sumner (condado de Kankakee)
El municipio de Sumner (en inglés: Sumner Township) es un municipio ubicado en el condado de Kankakee en el estado estadounidense de Illinois. En el año 2010 tenía una población de 910 habitantes y una densidad poblacional de 9,43 personas por km².

## Geografía
El municipio de Sumner se encuentra ubicado en las coordenadas 41°15′7″N 87°43′21″O / 41.25194, -87.72250. Según la Oficina del Censo de los Estados Unidos, el municipio tiene una superficie total de 96.47 km², de la cual 96,47 km² corresponden a tierra firme y (0 %) 0 km² es agua.

## Demografía
Según el censo de 2010, había 910 personas residiendo en el municipio de Sumner. La densidad de población era de 9,43 hab./km². De los 910 habitantes, el municipio de Sumner estaba compuesto por el 96,48 % blancos, el 0,22 % eran afroamericanos, el 0,11 % eran asiáticos, el 2,09 % eran de otras razas y el 1,1 % eran de una mezcla de razas. Del total de la población el 4,73 % eran hispanos o latinos de cualquier raza.